# Oxyntomoduline
L'oxyntomoduline (OXM  est une  hormone peptidique de 37 acides aminés  sécrétée au niveau du côlon, produite par les cellules pariétales (ou oxyntiques) de la muqueuse fundique, et dérivée du proglucagon. Elle diminue l'appétit et est donc classée dans les substances anorexigènes. 

## Description
Le mécanisme d'action de l'oxyntomoduline n'est pas bien compris. Il est connu pour se lier à la fois aux récepteurs du GLP-1 et du glucagon, mais on ne sait pas si les effets de l'hormone sont médiés par ces récepteurs ou par l' intermédiaire d'un autre récepteur non encore identifié. 
L'oxyntomoduline a été associée au maintien de l'horloge circadienne du foie. 
L'oxyntomoduline a été étudiée en tant qu'agent de régulation de la glycémie en relation avec le diabète.